# Potoyanti
Potoyanti, naziv za jednu skupinu Indijanaca s gornjih tokova rijeka Tuolumne, Merced i Mariposa u Kaliforniji. Hodge smatra da bi mogli biti predstavnici jezične skupine moquelumnan. Tijekom misionarskog perioda nalaze se na misiji Dolores.
Kasnije su 1851. smješteni na rezervat između Tuolumne i Merceda, a 1861. preostalo ih je 110 ma rezervatu Fresno.
Ostali stariji nazivi i varijante sau Pota-aches (Bancroft), Potoachos, Po-to-yan-ti, Po-to-yan-to, Potoencies, Po-toy-en-tre.